# 13567 Urabe
13567 Urabe (tên chỉ định: 1992 WF1) là một tiểu hành tinh vành đai chính. Nó được phát hiện bởi Kin Endate và Kazuro Watanabe ở Đài thiên văn Kitami ở Hokkaidō, Nhật Bản, ngày 16 tháng 11 năm 1992. Nó được đặt theo tên Mamoru Urabe, nhà thiên văn học nghiệp dư và giáo viên.